# Asadkhuja Muydinkhujaev
Asadkhuja Muydinkhujaev (født 2001) er en bokser fra Usbekistan.
Han repræsenterede Usbekistan under Sommer-OL 2024 i Paris, hvor han vandt guld i weltervægt.